# Petroglifi di Quiaca
I Petroglifi di Quiaca sono costituiti da un insieme di segni scolpiti in una grande roccia nella valle di Quiaca, nella regione di Puno in Perú. Vi sono rappresentati dei volti e alcuni simboli spiraloidi di tipo amazzonico.

## Localizzazione
Il paese di Quiaca è ubicato a circa 3.000 metri s.l.d.m. in selva alta, nella regione di Puno, in Perù. I petroglifi sono ubicati nel margine destro del torrente omonimo.

## Interpretazioni
Questi petroglifi (due volti e altri segni di origine amazzonica), probabilmente furono scolpiti da alcuni popoli amazzonici in camino verso l'altopiano sia per intercambiare prodotti  della selva coca, ayahuasca, oro, con i prodotti dell'altopiano (cereali, camelidi andini).